# مكتب الاتحاد الأوروبي للملكية الفكرية
مكتب الاتحاد الأوروبي للملكية الفكرية (بالإنجليزية: European Union Intellectual Property Office)‏ (بالفرنسية: Office de l'Union européenne pour la propriété intellectuelle)‏ المعروف اختصاراً بـ EUIPO هو وكالة الاتحاد الأوروبي تأسست عام 1994 وهي المسؤولة عن تسجيل العلامة التجارية للاتحاد الأوروبي وسجل تصاميم المجتمع، وهما ملكية فكرية سارية عبر 27 دولة عضو في الاتحاد الأوروبي. في كل عام يسجل ما معدله 135 ألف علامة تجارية للاتحاد الأوروبي وما يقرب من 100 ألف تصميم. مكتب الاتحاد الأوروبي للملكية الفكرية مسؤول أيضًا عن الحفاظ على سجل الأعمال اليتيمة. الأعمال المسجلة لها أفعال معينة مسموح بها بموجب توجيه الأعمال اليتيمة ‏.
يقع مقر مكتب الاتحاد الأوروبي للملكية الفكرية في لقنت الإسبانية، وهناك خمس لغات عمل في المكتب - الإنجليزية والفرنسية والألمانية والإيطالية والإسبانية. يقوم المكتب أيضًا بمعالجة طلبات العلامات التجارية والتصاميم في 23 لغة رسمية في الاتحاد الأوروبي.
كان مكتب الاتحاد الأوروبي للملكية الفكرية يعرف سابقًا باسم مكتب التنسيق في السوق الداخلية. خضع هذا المكتب لبعض الإصلاحات وتمت إعادة تسميته وإضافة العديد من المناصب ومجلس إدارة لتعكس هذه التغييرات. منذ مارس 2016 حصل المكتب على اسمه الحالي وتم تغيير رئيس الوكالة من رئيس إلى مدير تنفيذي.

## المهام
المكتب مسؤول عن إدارة تسجيل العلامة التجارية للاتحاد الأوروبي ‏ وسجل تصاميم المجتمع ‏ ويقدم للشركات والمواطنين حقوقًا حصرية لحماية العلامة التجارية والتصاميم في جميع أنحاء الاتحاد الأوروبي، من خلال طلب واحد.
يمتد عمل المكتب إلى ما بعد التسجيل ليشمل تنسيق ممارسات التسجيل للعلامات التجارية والتصاميم وتطوير أدوات مشتركة لإدارة الملكية الفكرية. يتم تنفيذ هذا العمل بالتعاون مع مكاتب الملكية الفكرية الوطنية والإقليمية في الدول الأعضاء ورابطات المستخدمين والشركاء المؤسسيين الآخرين بهدف تزويد مستخدمي العلامة التجارية ونظام التصميم بتجربة تسجيل مماثلة، سواء كان ذلك على المستوى الوطني أو على مستوى الاتحاد الأوروبي.
منذ العام 2012 يستضيف المكتب الأوروبي للملكية الفكرية المرصد الأوروبي لانتهاكات حقوق الملكية الفكرية، والذي يجمع أصحاب المصلحة من القطاعين العام والخاص معًا لمكافحة القرصنة والتزوير.
بالإضافة إلى ذلك، فإن مكتب الاتحاد الأوروبي للملكية الفكرية مكلف بإنشاء وإدارة المنافذ للأعمال اليتيمة في الاتحاد الأوروبي وأعمال الاتحاد الأوروبي خارج النطاق التجاري، بما في ذلك قاعدة بيانات لتسجيل هذه الأنواع من الأعمال.